# جامعة كوينزلاند
جامعة كوينزلاند (بالإنجليزية: University of Queensland) هي جامعة عامة تقع في ولاية كوينزلاند، أستراليا. أُسِّسَت في عام 1909، وهي أقدم وأكبر جامعة في ولاية كوينزلاند وخامس أقدم جامعة في أستراليا. ويقع الحرم الجامعي الرئيسي في ضاحية سانت لوسيا.